# 山梨県道104号天神平甲府線

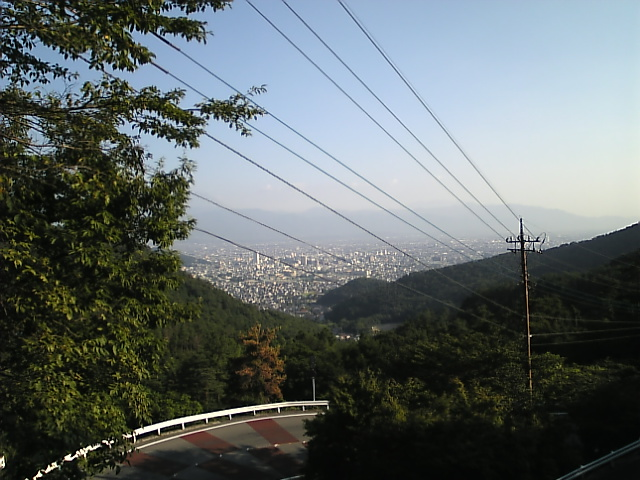
和田峠南より甲府市街

山梨県道104号天神平甲府線（やまなしけんどう104ごう てんじんだいらこうふせん）は山梨県甲府市を走る一般県道である。

## 概要

### 路線データ
- 起点：山梨県甲府市平瀬町天神平（山梨県道7号甲府昇仙峡線交点）
- 終点：山梨県甲府市朝日五丁目（朝日五丁目交差点＝山梨県道6号甲府韮崎線交点）

## 通過する自治体
- 山梨県甲府市

## 交差・接続する道路
- 山梨県道7号甲府昇仙峡線（起点）
- 山梨県道6号甲府韮崎線（朝日五丁目交差点）

## 周辺
- 甲府市立千代田小学校
- 千代田湖
- 財団法人花園病院
- 山梨大学教育学部附属幼稚園
- 山梨大学教育学部附属小学校
- 山梨大学教育学部附属中学校
- 山梨大学教育学部附属特別支援学校
- 甲府市立北新小学校
- 歩兵第49連隊跡地
- 国立病院機構甲府病院